# Fleurey-lès-Saint-Loup
Fleurey-lès-Saint-Loup är en kommun i departementet Haute-Saône i regionen Bourgogne-Franche-Comté i östra Frankrike. Kommunen ligger i kantonen Saint-Loup-sur-Semouse som tillhör arrondissementet Lure. År 2022 hade Fleurey-lès-Saint-Loup 128 invånare.

## Befolkningsutveckling
Antalet invånare i kommunen Fleurey-lès-Saint-Loup
| Referens: INSEE |